# کاترین جانسون (بازیکن هاکی روی چمن)
کاترین جانسون (انگلیسی: Kathryn Johnson؛ زادهٔ ۲۱ ژانویهٔ ۱۹۶۷) بازیکن هاکی روی چمن اهل بریتانیا بود.